# کریسی فیت
کریسی فیت (به انگلیسی: Chrissie Fit) یک بازیگر و خوانندهٔ آمریکایی است که بیشتر برای ایفای نقش «چی چی» در فیلم ساحل جوان ۱ و ۲ شناخته شده‌است.

## زندگی
فیت در میامی، فلوریدا متولد شدو در نزدیکی هیالیا، فلوریدا بزرگ شد. او از نژاد کوبایی است.او اولین کار بازیگری خود را در سال ۲۰۰۶ در مجموعه تلویزیونی Zoey 101 شروع کرد.

## فیلم‌ها
- فیلم ساحل جوان در نقش چی چی
- ساحل جوان ۲ در نقش چی چی
- آوازخوان حرفه‌ای ۲ در نقش فلورنسیا فونتس
- آوازخوان حرفه‌ای ۳ در نقش فلورنسیا فونتس
- عبور از مرز در نقش دانش آموز
- زنان بازنده هستند